# Swap de commodities
Um swap de mercadorias é um tipo de acordo de swap em que um preço flutuante (ou de mercado ou à vista) baseado numa mercadoria subjacente é negociado por um preço fixo durante um período especificado.  A grande maioria dos swaps de mercadorias envolve petróleo. Muitas companhias aéreas e ferroviárias celebram acordos de swap de produtos petrolíferos, a fim de garantir custos mais baixos do petróleo a longo prazo.

## Conceito
Um swap de commodities é semelhante a um swap de taxa de juros fixa e flutuante. A diferença é que num swap de taxas de juro, a perna flutuante é baseada em taxas de juro padrão, como LIBOR e EURIBOR.   No entanto, num swap de mercadorias, a perna flutuante baseia-se no preço das mercadorias subjacentes, como petróleo, açúcar e metais preciosos. Nenhuma mercadoria é trocada durante o comércio. Neste swap, o utilizador de uma mercadoria garantiria um preço máximo e concordaria em pagar a uma instituição financeira esse preço fixo. Então, em troca, o usuário receberia pagamentos com base no preço de mercado da mercadoria envolvida. Por outro lado, um produtor deseja fixar o rendimento e concordaria em pagar o preço de mercado a uma instituição financeira, em troca de receber pagamentos fixos pela mercadoria.